# Francisco Barreto Rodrigues Campelo
Francisco Barreto Rodrigues Campelo (Recife, 3 de janeiro de 1888 — Recife, 1971) foi um político brasileiro. Exerceu o mandato de deputado federal constituinte por Pernambuco em 1934.